# Dương Giang
Dương Giang (tiếng Trung: 阳江; bính âm: Yángjiāng) là một địa cấp thị ở ven biển Tây Nam tỉnh Quảng Đông, Cộng hòa Nhân dân Trung Hoa. Dương Giang giáp Mậu Danh về phía Tây, Vân Phù về phía Bắc, Giang Môn về phía Đông, và nhìn ra Biển Đông về phía Nam.

## Hành chính
Địa cấp thị Dương Giang quản lý 4 đơn vị cấp huyện, bao gồm 2 quận, 1 thành phố cấp phó địa và 1 huyện.
- Quận Giang Thành (江城区)
- Quận Dương Đông (阳东县)
- Thành phố phó địa Dương Xuân (阳春市)
- Huyện Dương Tây (阳西县)